# 蠶室棒球場
首爾綜合運動場棒球場（：／ Seouljonghab-undongjang yagujang），簡稱蠶室棒球場（／ Jamsil Yagujang），是韓國的一座棒球場，座落於首爾特別市松坡區，是韓國職棒LG雙子和斗山熊的主場，於1982年落成啟用至今，韓國職棒各隊之間的比賽，亦常常在蠶室球場舉行。

## 球場資訊
- 觀眾席數：39,500席
- 左外野：328英尺（100）
- 中外野：410英尺（120）
- 右外野：328英尺（100）

## 交通資訊
- 球場地址：서울특별시 송파구, 잠실1동 10（漢字：首爾特別市松坡區蠶室1洞10區）
- 首爾地下鐵2號線的綜合運動場站（종합운동장역）5號或6號出口

## 外部連結
- 蠶室棒球場在台灣棒球維基館上的頁面（繁體中文）